# Contao
Contao CMS (tot voorjaar 2010 TYPOlight) is een opensource-contentmanagementsysteem, dat geschreven is in PHP. Het werkt met een MySQL-database en is verder systeem-onafhankelijk. Het is geschikt voor alle maten websites, maar wordt vooral voor kleine tot middelgrote sites gebruikt. Contao is een geheel onafhankelijke ontwikkeling en staat los van andere contentmanagementsystemen.
Het systeem kan met extensies uitgebreid worden. Er zijn meer dan 900 extensies beschikbaar, die ook grotendeels open source zijn.
De webpagina's zijn naar keuze in XHTML strict of HTML5. De vormgeving is browseronafhankelijk door gebruik van een CSS-framework.
Tot de functionaliteit behoren:
- uitgebreid gebruikers-management (backend en frontend)
- gebruik van Ajax-technieken
- meertaligheid in frontend en backend (40+ talen)
- Live-Update service
- aanpassing van backend- en frontendmodules mogelijk

Contao wordt voornamelijk in Duitsland ontwikkeld en gebruikt, maar heeft ook in de rest van de wereld veel gebruikers.